# Dario Vidošić
Dario Vidošić (Osijek, 8 de abril de 1987) es un futbolista australiano, poseedor también de la nacionalidad croata, que juega como mediocampista en el Port Adelaide.

## Carrera

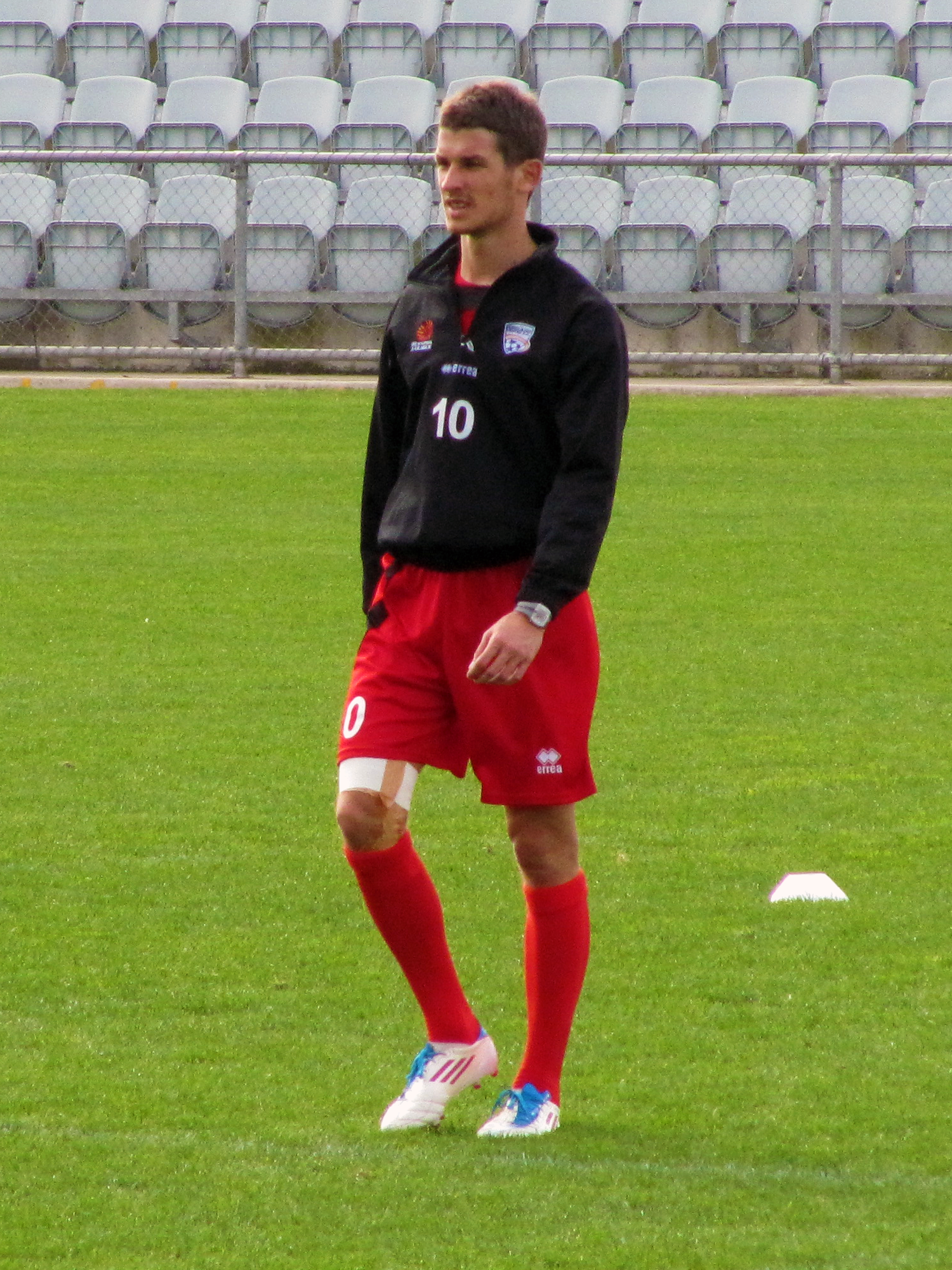
Dario Vidosic

En 2006 firmó un contrato de dos años con el Brisbane Roar. Luego de disputar 17 encuentros y convertir cinco goles durante la A-League 2006-07, fue contratado por el 1. F. C. Núremberg de la Bundesliga alemana en 2007. En la temporada 2007-08 el elenco descendió a la 2. Bundesliga, con Vidošić jugando más que nada para el F. C. Núremberg II, el equipo reserva de los Altmeister. Ya en la segunda categoría, varias lesiones le permitieron disputar apenas tres partidos con el primer equipo antes del receso de invierno. De hecho, llegó a entrenar con el Esbjerg danés con el fin de lograr un contrato allí. Pero ya en 2009 comenzó a aparecer más seguido con el conjunto alemán, colaborando a lograr el ascenso a la Bundesliga. A mediados de la Bundesliga 2009-10 fue cedido al MSV Duisburgo, lo mismo que ocurriría en la siguiente temporada, esta vez al Arminia Bielefeld. En 2011 regresó a la A-League luego de firmar con el Adelaide United. Tras realizar 60 apariciones fue contratado por el F. C. Sion suizo en 2013. Durante la temporada 2014-15 disputó apenas la mitad de los partidos de su equipo, más que nada debido a lesiones,  por lo que en 2015 firmó con el Western Sydney Wanderers. En 2016 recaló en el Liaoning Whowin chino y en 2017 en el Seongnam F. C. de la K League Challenge, segunda división surcoreana. A mitad de ese año emprendió un nuevo regreso a la A-League al ser contratado por el Wellington Phoenix, equipo neozelandés competidor en la máxima categoría australiana, pero solo estaría seis meses en el elenco, dejándolo a finales de ese mismo año para firmar con el Melbourne City.

## Selección nacional

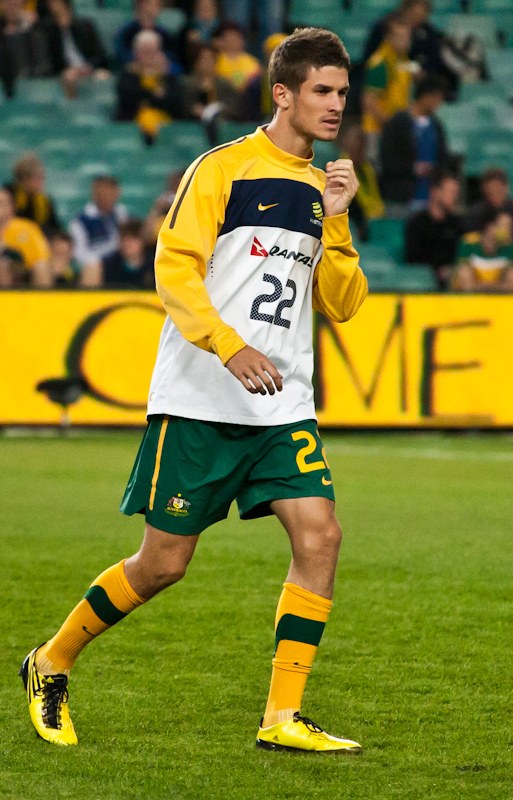
Vidošić con la en 2010.

Representó a la selección australiana sub-20 en el Campeonato Juvenil de la AFC 2006 disputado en la India. En 2007 fue parte del elenco sub-23 en su exitoso proceso clasificatorio a los Juegos Olímpicos de Pekín 2008, aunque no fue seleccionado por el entrenador Graham Arnold en la plantilla que finalmente disputó el torneo. Esto generó que Vidošić considerara representar a Croacia, pero según las reglas de la FIFA en ese entonces, era inelegible para dicho seleccionado. 
Finalmente, realizó su debut con la selección mayor de Australia el 17 de junio de 2009 en la victoria 2-1 de los Socceroos sobre Japón en el último encuentro de la clasificación para la Copa Mundial de 2010, ingresando desde el banco en reemplazo de Tim Cahill. Al año siguiente convirtió su primer gol ante Nueva Zelanda en un amistoso de preparación para el Mundial, al que finalmente Vidošić sería convocado; sin embargo, no llegó a disputar ningún encuentro y luego de 2011 no volvió a integrar un plantel de los Socceroos hasta 2013.
Ese año fue convocado para el Campeonato del Este de Asia, donde jugó ante Corea del Sur y Japón, mientras que solo apareció en dos partidos de las  eliminatorias al Mundial de 2014. Tras jugar los amistosos de preparación para dicho torneo ante Ecuador, Sudáfrica y Croacia, fue uno de los 23 convocados, aunque nuevamente no llegó a disputar ningún partido.

### Participaciones en Copas Mundiales
| Mundial              | Sede      | Resultado    |
| -------------------- | --------- | ------------ |
| Copa Mundial de 2010 | Sudáfrica | Primera fase |
| Copa Mundial de 2014 | Brasil    | Primera fase |

## Clubes
| Club                           | País          | Año       |
| ------------------------------ | ------------- | --------- |
| Brisbane Roar                  | Australia     | 2006-2007 |
| 1. F. C. Núremberg             | Alemania      | 2007-2011 |
| MSV Duisburgo (a préstamo)     | Alemania      | 2010      |
| Arminia Bielefeld (a préstamo) | Alemania      | 2011      |
| Adelaide United                | Australia     | 2011-2013 |
| F. C. Sion                     | Suiza         | 2013-2015 |
| Western Sydney Wanderers       | Australia     | 2015-2016 |
| Liaoning Whowin                | China         | 2016      |
| Seongnam F. C.                 | Corea del Sur | 2017      |
| Wellington Phoenix             | Nueva Zelanda | 2017      |
| Melbourne City                 | Australia     | 2018-2019 |
| ATK                            | India         | 2019-2020 |
| Moreland Zebras                | Australia     | 2021-2022 |
| Port Adelaide                  | Australia     | 2022-     |